# شهرداری بیرجند
شهرداری بیرجند یک سازمان عمومی غیردولتی است که مسئولیت اداره شهر بیرجند را بر عهده دارد. بالاترین مقام اجرایی این سازمان شهردار بیرجند است که توسط شورای شهر بیرجند انتخاب می‌گردد. شهر بیرجند به ۲ منطقه و ۴ ناحیه تقسیم شده است. بر اساس درجه‌بندی منتشرشده توسط سازمان شهرداری‌ها و دهیاری‌های کشور در سال ۱۴۰۰، درجهٔ شهرداری بیرجند ۹ است.

## تاریخچه
شهرداری بیرجند در سال ۱۳۱۰ خورشیدی تحت عنوان بلدیه بیرجند تأسیس گردید. در ابتدا، تعداد کارکنان آن حدود ۱۲ نفر بود و ساختمان بلدیه بیرجند جنب آرامگاه حکیم نزاری قرار داشت که در سال ۱۳۳۷ شهرداری بیرجند به ساختمانی در خیابان شهدا (باغ ملی قدیم) و در سال ۱۳۶۴ به ساختمانی در حاشیه میدان ابوذر منتقل شد.

## ساختار سازمانی

### معاونت‌ها
- معاونت توسعه مدیریت و منابع شهرداری
- معاونت امور عمرانی، حمل‌ونقل و ترافیک
- معاونت خدمات شهری
- معاونت شهرسازی و معماری

### سازمان‌ها
- سازمان سیما، منظر و فضای سبز شهری
- سازمان حمل‌ونقل بار و مسافر
- سازمان فرهنگی، اجتماعی و ورزشی
- سازمان آتش‌نشانی و خدمات ایمنی
- سازمان مدیریت آرامستان‌ها
- سازمان ساماندهی مشاغل شهری و فرآورده‌های کشاورزی
- سازمان عمران و بازآفرینی فضاهای شهری[۴]

## شهرداران
اولین شهردار بیرجند، آقای افشار بود که تا سال ۱۳۱۶ در این سمت بود. از سال ۱۳۱۰ تا کنون، ۲۷ نفر به‌عنوان شهردار بیرجند انتخاب شده‌اند که در این میان طولانی‌ترین مدت تصدی را محمدرضا رخشانی مقدم به مدت ۱۸ سال در اختیار داشته است.
- افشار (۱۳۱۰ تا ۱۳۱۶)
- اعلم (۱۳۱۶ تا ۱۳۱۸)
- خزیمه (۱۳۱۸ تا ۱۳۲۲)
- لطفی (۱۳۲۲ تا ۱۳۲۵)
- انوری (۱۳۲۵ تا ۱۳۲۶)
- محمودی (۱۳۲۶ تا ۱۳۲۷)
- محقق (۱۳۲۷ تا ۱۳۲۸)
- محمدرضا رخشانی مقدم (۱۳۲۸ تا ۱۳۴۶)
- علی قاسمی (۱۳۴۶ تا ۱۳۴۷)
- غلامرضا کاشانی (۱۳۴۷ تا ۱۳۴۹)
- کاظم غنی (۱۳۵۰ تا ۱۳۵۳)
- هاشم شالچیان (۱۳۵۳ تا ۱۳۵۶)
- احمدعلی شهابی نتاج (۱۳۵۶ تا ۱۳۵۷)
- غلامرضا صمدی (۱۳۵۸ تا ۱۳۵۹)
- محمد عبدالرزاق‌نژاد (۱۳۵۹ تا ۱۳۶۱)
- یارعلی رئیسی (۱۳۶۲ تا ۱۳۶۳)
- قربانعلی جعفری (۱۳۶۳ تا ۱۳۶۵)
- علی ربیعی (۱۳۶۵ تا ۱۳۶۶)
- احمد عیسی پور (۱۳۶۶ تا ۱۳۷۲)
- محمدحسین بشیری‌زاده (۱۳۷۲ تا ۱۳۷۸)
- همایون نخعی‌نژاد (۱۳۷۸ تا ۱۳۸۴)
- حسین رادنیا (۱۳۸۴ تا ۱۳۸۶)
- محمود محسن‌زاده (۱۳۸۶ تا ۱۳۸۹)
- جواد وحدتی فرد (۱۳۸۹ تا ۱۳۹۱)
- عباسعلی مدیح (۱۳۹۱ تا ۱۳۹۶)
- محمدعلی جاوید (۱۳۹۶ تا ۱۴۰۰)
- مهدی بهترین (۱۴۰۰ تاکنون)[۵]